# Drewniak widełkowiec

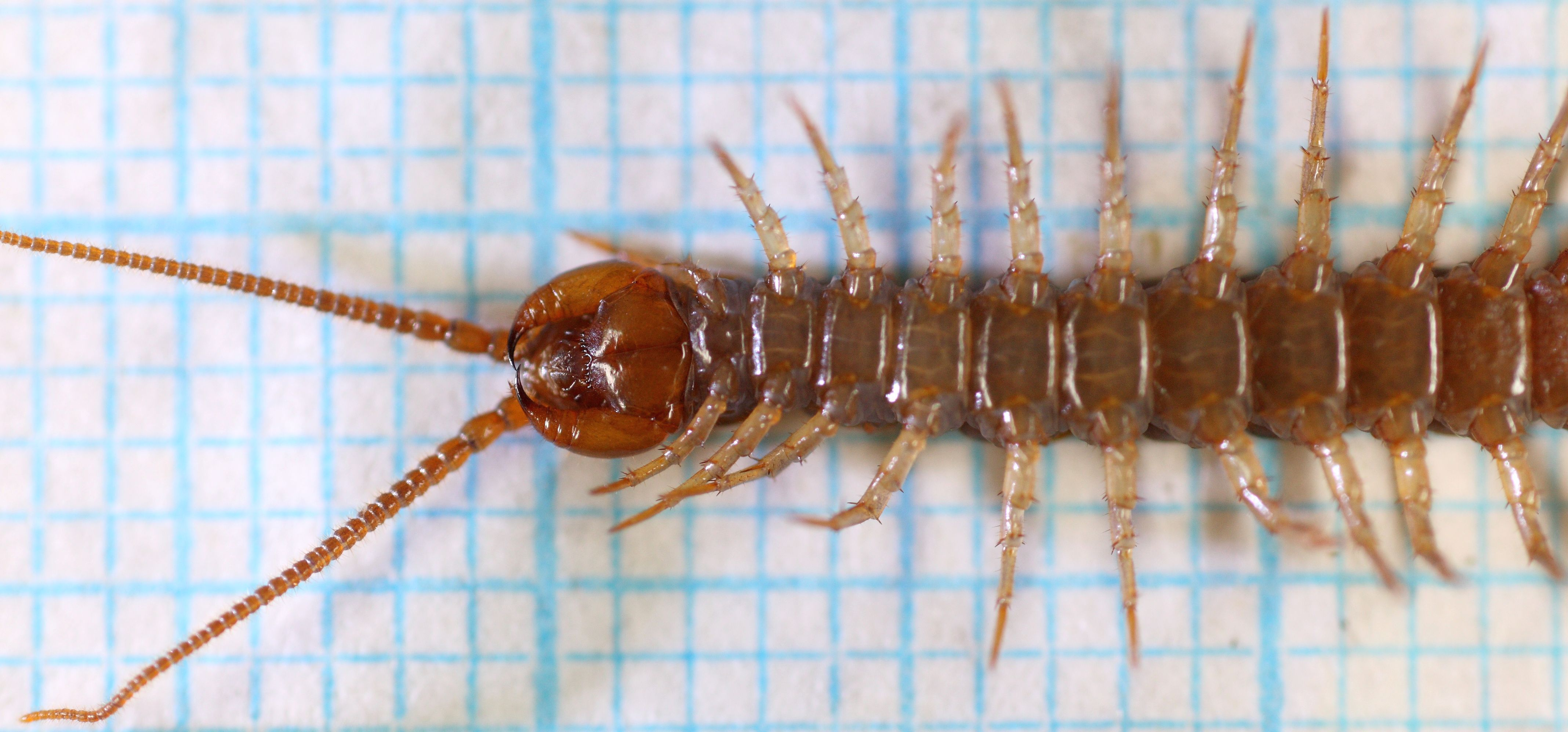
Widok strony dolnej

Drewniak widełkowiec, wij drewniak (Lithobius forficatus) – gatunek parecznika z rodziny drewniakowatych.

## Morfologia
Parecznik ten osiąga od 18 do 30 mm długości i 4 mm szerokości ciała. Ubarwienie ma błyszcząco-kasztanowobrązowe. Ma zaokrągloną głowę z czułkami złożonymi z od ponad 25 do 47 członów. Osobniki dorosłe mają 15 segmentów tułowia i tyleż par odnóży. Młode po wylęgu mają ich 7 i do osiągnięcia dojrzałości rozwijają się anamorficznie, zyskując jedną parę nóg po każdej wylince. Szczękonóże ma silnie rozwinięte prodonty i trzy rzędy zębów liczące ich kolejno od 5 do 8 – liczba zębów wzrasta wraz z rozwojem osobnika. Na dziewiątym, jedenastym i trzynastym tergicie tułowia znajdują się duże, trójkątne wyrostki tylno-boczne. Prosternum ma na każdym z boków pięć ząbków. Odnóża pierwszych 13 par mają wyraźnie członowane stopy. Po obu stronach każdej z czterech ostatnich par odnóży biegnie pojedynczy rządek 5 do 9 porów koksalnych. U młodszych okazów liczba porów jest mniejsza, a ich kształt jest głównie okrągły lub owalny, natomiast wraz z ich wzrostem liczba porów zwiększa się, a ich kształt staje się głównie szczelinowaty.

## Biologia i ekologia
Drewniak widełkowiec jest aktywny nocą, dzień spędzając w kryjówkach. Zwinnie i szybko przemierza ściółkę. Jest drapieżnikiem. Jego ofiarami padają głównie małe owady, ale także dżdżownice, nagie ślimaki czy inne pareczniki. Na każdym czułku dorosłych osobników znajduje się około 2 tysięcy włosków czuciowych, służących za chemoreceptory i mechanoreceptory. Namierzona za ich pomocą ofiara jest unieruchamiana szczękonóżami, które wstrzykują jej jad. Następnie powłoki jej ciała są rozrywane pokrytymi płynem trawiennym żuwaczkami, a jego zawartość wypijana. 
Przedstawiciele gatunku mogą dożywać do 6 lat.
Gatunek holarktyczny, bardzo silnie ubikwistyczny w całym zasięgu. Zasiedla ściółkę i luźniejsze warstwy gleby, często kryjąc się pod kamieniami i leżącym drewnem. Preferuje zadrzewienia liściaste i mieszane, ale spotykany jest też w wielu innych środowiskach, jak wrzosowiska, ogrody, a nawet litoral wód słonych. W Europie jest najpospolitszym drewniakiem środowisk synantropijnych.